# Brânză Samsø
Samsø este o varietate de brânză ce provine din Danemarca denumită după Insula Samsø. A fost inventată în secolul al IX-lea. Are un procent de grăsimi de 30-45%.